# 絶対☆霊域
『絶対☆霊域』（ぜったい れいいき）は、吉辺あくろによる日本の4コマ漫画作品。
スクウェア・エニックス刊『月刊ガンガンJOKER』の勝ち抜き投稿企画「戦国GAG合戦」で2009年6月号から8月号まで3号連続勝ち抜きを達成し、同年10月号の読み切り掲載を経て2010年6月号から2014年9月号まで連載された。同企画勝ち抜き作品における初の連載権獲得作品である。

## ストーリー
後藤聖一は引っ越し先を探している際に家賃が月1万円の「曰く付き」物件を発見する。その「曰く」はアパートで亡くなった少女の幽霊が出るという噂であったが、霊感が強く幽霊の姿が見える聖一は下心全開で引っ越しを敢行する。
こうして新居に引っ越した聖一の前に問題の幽霊・上原ひな子が聖一を追い出すべく現れるが、聖一は全く動じず奇妙な同居生活を強いられることになってしまう。

## 登場人物

### メインキャラクター
後藤 聖一（ごとう せいいち）
主人公。5月10日生まれ。23歳。職業不詳。生活資金の出所も不明。後に手製の御札を通信販売して収入を得ていることが判明した。霊能力者の家系のため幽霊が見える。一人暮らしをしようと引っ越し先を探していた所、少女の幽霊が出没するという噂が立っているため家賃が月1万円の格安物件を発見し、下心から引っ越しを敢行。自他共に認める変態（ロリコン&ややM）で脱衣癖があり、何かにつけて脱ぎたがる。あだ名は自称「ごっちん」で、本人はかなり気に入っているがひな子からは「後藤」と呼び捨てにされている。趣味は麻雀とエロ本鑑賞。
ひな子に一目ぼれしどんな仕打ちをされようとへこたれず、むしろ暴力等は触れ合うチャンスとばかりに嬉々と受け入れる。女性と縁の無い生活を送ってきたため対応に苦慮することがあるも、なにかと気遣いができる。しかし前述のとおり普段の素行もあって下心があるのでは、とよく疑われる。
チューインガム収集家で新商品が出るたびに買っている。自炊はできず主食はカップラーメンかインスタントラーメン。ちょっとした運動で筋肉痛になるほどの運動不足だが、体つきはよく筋肉質。そして手先が器用。悪霊に取り憑かれた聖二を容易く取り押さえたり、ひったくりを働いた郷東を簡単に捕まえたりと、意外にも荒事には強い。ひよ子がポルターガイストで操った時は、格闘ゲームさながらの身体能力を発揮し、マネキンに取り憑いた悪霊と互角以上に渡り合った。性癖に関して暴走することがあるも、基本的に冷静で強盗や暴漢を前にしてもほとんど動じず、故に一部の人からは評判が高い。
実は先述の引っ越しは家出のために行われたものだった。当初は変人揃いの家族に嫌気がさして離れるためだったというが、実際は家系に対して思うところがあったという。しかし母親からは、いつか戻って来ることを望まれている。
上原 ひな子（うえはら ひなこ）
聖一が引っ越して来た部屋に棲み着いている地縛霊の少女。3月3日生まれ。外見年齢は14歳、生きていれば20歳。気が強く、素直になれない、俗に言うツンデレ系。自称悪霊だがお人よし。聖一が引っ越して来た部屋にはかつてひな子の兄が住んでいたが、アパートの前で兄と共に交通事故に遭ってしまう。ひな子が霊体化した際には事故現場に兄の姿は無く、兄は生きていていつか帰って来るものと確信して地縛霊となり部屋に引っ越して来る住人を次々と追い出していた。しかし、元から幽霊の存在を自明のものとして受け入れている聖一には脅しが全く通用せず、兄探しを手伝うことを条件に聖一との同居生活を受け入れる。普段は自室となった押入れにいる。聖一からは「ヒナちゃん」と呼ばれる。
霊感の強い人間ならば姿を見ることも触ることも可能だが、自分の意思で透明化する能力を持っている。今まで他人を怖がらせて来た反面、ひな子自身は怖い話は大の苦手で泣き虫。ポルターガイスト現象を起こして人・物を自在に動かしたり（大体は聖一への突っ込みに使う）、人魂を出すことができる。しかし幽霊歴が短いため、同化する憑依はうまくできない。
お菓子など甘いもの全般が好きで、特に好きなものはあんまん（こしあん）。料理など家事全般が得意なのだが聖一からはそうは見えないといわれている。普段は着物を着用しており、任意に衣服を変えられる。
物語中では突っ込み役であるが、本人もそれなりに天然ボケで超方向音痴。後藤と同様に家族以外の異性との会話の経験が無い。セクハラを働く聖一に容赦なく鉄拳制裁を浴びせるが寂しがり屋なため、相手にされず何もしてこないと逆に不安になる。
特に誰かに恨みを抱いているわけでないが「恨めしや〜」と言って現れる。
実は地縛霊ではなく、上原ひな子という人間の少女から抜け出た生霊である。空っぽになった肉体には、西村うずらの魂が入り込んでしまい「上原ひな子」として活動していた。ひな子自身はそのことを知らずに何年も兄を待ち続けていた。最終話では元の肉体に戻ったため、外見が少しだけ成長した。それでも後藤にとって「ひな子」であることは変わりなく、受け入れられた。
前田 七三（まえだ ななみ）聖一が住むアパートの近くにあるコンビニのバイト店員。7月3日生まれ。19歳。メガネを常用し、無いと何も見えない。思い込みの激しいドジっ娘。また非常にポジティブ。ひな子達に出会うまでは自覚していなかったが、霊感があり幽霊が見える。
抜群のスタイルを持つ巨乳美女で聖一に一目惚れしている。夏頃から後藤の隣の部屋に引っ越して来ており、無断侵入は当たり前、後藤のシャツやパンツを拝借するなどストーカーに磨きがかかっている。更には後藤の等身大人形を自作したりと行き過ぎた行動をよく行い、強盗には「幽霊より怖い」と恐れられている。ストーカーの自覚はあるものの盗聴・盗撮はしていない（本人談）。後藤に対する行き過ぎた愛情さえ除けばお人好しな善人であり、ひな子からも「いい人過ぎる」と言われている。ただし怒る時は怒るタイプであり、2巻でひよ子のイタズラで変なメガネを付けさせられた時は笑顔で怒りを見せていた。
最終巻ではその調査能力を駆使し、右久森から渡された上原兄妹の写真を元にいかるの所在を調べ上げた。
当初はひな子を悪霊（人間と幽霊が結ばれるわけない）として除霊を試みていたが、後に恋のライバルとして認め親しくしている。最終回では後藤とひな子の仲を祝福していた。
下一桁 ひよ子（しもひとけた ひよこ）
後藤達の隣の部屋に住む幼女の地縛霊。1月4日生まれ。実年齢不詳（死んでから何十年も経っている）。ひな子とは大の親友。外見はひな子より幼いが、もう何十年も霊をやっておりひな子にとっては姉的存在。普段は割烹着・エプロン姿でアパートの廊下を掃除している。聖一から「ピヨちゃん」と呼ばれている。効果音や語尾に「ピヨ」を使うことがある。ひな子同様ポルターガイスト等を使うことができる。また金縛りも可能。後に布団叩きを具現化する能力に目覚める。外見に反して戦闘能力は高く、男性の悪霊をあっという間に制圧した。
クールな見た目に反してジョークが大好きで、よくボケる。「面白そう」という理由で、とんでもない行動や遊びの考案をすることもしばしば。虫や爬虫類が好き。
冷静に物事を見ることができ、また、長年の幽霊経験から物・人などに自在に憑依ができ、後藤やひな子に霊関係のアドバイスをする。家事全般に長け、除霊アイテムの自作ができる。ひな子とは正反対にホラーものが大好きで、ひな子が今まで見たことも無いほど大爆笑しながら鑑賞する。本人曰く、「実際の幽霊からすれば造られたホラーは滑稽に見える」とのこと。海に行った時はアメフラシをペットにしていたが、うっかり前田が逃げしてしまった時は本気で落ち込んでいた。
ひな子のことは娘のように思っており、変化を及ぼしてまで兄を探すことにどれだけの意味があるのか後藤に問うている。終盤では右久森をいかるだと勘違いしていた。
後藤 聖二（ごとう せいじ）
2巻から登場。
聖一の双子の弟。そっくりな見た目のせいで常に二番手扱い（後藤その2、白後藤など）されており、うんざりしている。髪は染めており、いつもスーツを着込んでいる。真面目な性格ではあるが、単純なところがあり聖一によく言いくるめられている。そして兄以上に度の強いロリコンかつドMであり、勝るとも劣らない変態。あまりやらないが兄同様に脱衣癖があるほか、手先も器用で料理も得意。何かにつけて気取った言動が多い。
見た目が幼いひよ子に好意を持っている。後にたま子にも性癖を炸裂させている。趣味はエロゲー。
当初実家を飛び出した聖一を連れ帰ろうとするも、ひな子の事情を知り、ひよ子に会う口実のため連れ戻すことはやめて協力するようになる。アミューズメント関係の仕事に就いており、祭りやステージショー等のイベントでよく見かける。
後藤 聖羅（ごとう せいら）
4巻から登場。
聖一・聖二兄弟の姉。退魔師をしている。ポニーテールをした見た目はスタイル抜群の美女だが、とにかく粗暴で暴言と同時に暴力が出る。登場当初は凶暴な面が際立っていたが、回が進むに連れてコメディリリーフを担うようになったり、後藤を認めるようになった。
幼い頃より女の子が好きかつ男嫌いな上、妹がほしかったことから弟たちをひどい目に合わせている。聖一も前田以上に苦手意識を持っている。男性キャラは漏れなく暴力・威圧の対象であり、郷東や右久森も例外ではない。
後藤兄弟の姉らしく貧から巨まで全ての胸が大好きであり、エロ本（男用）も多数所有している。趣味はAV鑑賞。ひな子・ひよ子はもとより特に前田を気に入っている。豪胆な反面、女の子に泣かれたり、嫌う素振りをされると途端に動揺する。また、弟2人と違って不器用。実は虫が大の苦手で、蟻を見ただけで悲鳴を上げ天井に飛びついて逃げ出してしまう。
後に上原いかるとは、中学時代の同級生だと判明する。
斜坂 希子（ななめざか たまご）
5巻から登場。
幼い少女の姿をした幽霊。「～ですわ」というお嬢様口調で高飛車。このままではいずれ消滅するという右久森のアドバイスに従い、前田に憑依する。当初は後藤たちと敵対していたが、和解後は前田と共にアパートに住むようになる。自分を受け入れてくれた前田のことは姉同然に慕っており、ひな子ともいいケンカ友達となる。
ひよ子にはペット（犬）同然の扱いをされており、反発しながらも幽霊について色々と教えてもらっている。その一環でポルターガイストを獲得。自分自身を飛翔させて頭から突っ込むツッコミ技を披露する（相手は主に後藤）。

### サブキャラクター
上原 いかる（うえはら いかる）
9巻に登場（容姿の一部は1巻の回想で描かれている）。
ひな子の年の離れた兄。6年前、ひな子と共にアパート前で交通事故に遭い、その後消息不明となる。
最終巻では刑事として働いていることが判明。兄がアパートに帰って来ないのは当然で、実はひな子が別のアパートの部屋に取り付いただけであった。長身の美男子で爽やかな性格だが、やや天然。
なお、霊感は持っておらず幽霊の姿が見えない。また幽霊の存在も知らず、最後まで「何も知らない一般人」というポジションであった。
天然で明るい性格の妹想い。しかし後藤のウソを本気で信じてしまうなど刑事にしてはお人好し。後藤が妹に言い寄っていても口を出さないなど極度のシスコンではない。
西村さんとは面識があり「イケメン」と言われていた。また聖羅とは同級生で2、3回ほど話したことがあった。最終話で聖羅と顔を合わせるが特に絡みはなかった。
うさたん
劇中にてTV放送されている子供に大人気のゆるい展開のアニメ番組のキャラクター。白うさたんと黒うさたんがいる。首から下が筋骨隆々（筋肉バージョンと称される）の姿が設定されている。必殺技を放つ時はその姿になる。
西村（にしむら）
1巻から登場。
後藤が住むアパートの近所にあるスーパーでサービスカウンターの担当をしているおばちゃん。毎日キャベツ運びなど力仕事をしているので腕力が強い。しかし腕相撲大会では、24時間営業のコンビニパワー（自称）の前田にショックを受け腕相撲に敗北する。血液型はO型らしい。
基本的にまともな人物で、後藤たちの奇行に突っ込むことが多い。しかし、たまに酷いボケ方をする。
5、6年前に上原いかるを見たことがあり、優しいイケメンと称している。
最終巻では「西村うずら」の母であることが判明。6年も昏睡状態だった娘がいつか目覚めることを信じて待ち続けていた。後藤たちによってその想いは報われることとなる。
霊感は持たない。
郷東（ごうとう）
2巻から登場。
たびたび出会う中年の強盗。帽子とサングラスとマスクで顔を隠すといういかにも怪しいスタイルでコンビニ強盗から引ったくりと犯罪に手を染めている（後に花粉症のため日常でもこのスタイルだと判明する）。ピッキングの腕はかなりのもので、金庫からトイレのドアまで簡単に開けてしまう。外見に反して子供好き。最初はコンビニ強盗をしたところひな子たちに阻止され、今度はデパートで引ったくりをしたところを後藤に取り押さえられ、三度目はひったくる前に聖羅に捕まった。強盗らしく乱暴な口調だが、ノリのいい部分もあり勘違いをするそそっかしい性格をしている。四度目はうさたん特大クッションを巡る町内の腕相撲大会に出場。西村にあっさり敗北した。
当初は単なる悪人だったが、連載後期に入ると後藤たちにツッコミを入れるツッコミ担当となり、聖羅に殴られるなどコメディリリーフも担うようになった。最後の登場となる9巻では、トイレのカギが壊れて閉じ込められていた歯科医をピッキング技で救出するという活躍をした。
霊感は持たない。
謎の女性 / 西村 うずら（にしむら うずら）
4巻から登場。ただし2巻で郷東を逮捕した時にその場にいたという設定であり、ひよ子の姿を見ている。
上原ひな子の肉体に入り込んでいる生霊。クールなように見えるが、ゴミ拾いをしたりお年寄りの手を引いたりと善人。知らない内にひな子の身体に入ってしまっただけで、元の身体に戻りたがっている。素性はスーパーで働く西村さんの娘。母とは違い霊が見える。
後述のバッタの霊によって肉体から魂を追い出されてしまい、知らない内に上原ひな子の肉体に入り込んでしまっていた。抜け出す方法もわからず、それから6年間「上原ひな子」として生きて来た（代わりに「西村うずら」は6年間昏睡状態となった）。現在は女刑事として勤務しており、右久森と行動を共にしている。しかし上記の事実は彼にも話していない。
最終巻では上原いかるを訪ねて来た後藤たちと偶然出会い、自分の正体と元の肉体に戻りたいという希望を話す（右久森が陰で動いていたのを何となく察していた）。依頼を受けた聖羅によってバッタの霊は取り除かれ、こうして「上原ひな子」と「西村うずら」は失われた6年間を乗り越えて本来の人生を歩むこととなった。実はいかるに恋しており、後で告白するつもりでいる。
顔立ちは母と似ており、整っているが目が小さい。
当初はひな子の肉体が昏睡状態であるかのようにミスリードされていた。

### 幽霊
右久森 翼（うぐもり つばさ）
2巻から登場。
スーツにコートを羽織った青年刑事の霊。謎の女性と行動を共にしており、忘れた頃に密かに現れる。柔らかな物腰ではあるが、聖二や前田の悪霊憑依に関わっていることが示唆されている。
実は困っている人を見過ごせないお人好しなだけで、悪霊を聖二たちに取り付かせたのは人助けのためであった（何かに取りつかないと自我を失って悪霊化するため）。
実は6年前、上原兄妹を轢いた張本人であり、本作の元凶とも呼べる人物。償いのために「上原ひな子（謎の女性）」に取り憑いて行動していた。しかし物語終盤、「幽霊のひな子」の姿を目の当たりにしたことで「上原ひな子」の中身に疑問を感じ、秘密裏に聖二たちと接触。上原兄妹に「償いたい。そのためなら協力は惜しまない」という想いを伝え、上原いかるの写った写真を渡した。最終巻では「上原ひな子」の中に入っている魂が西村うずらのものであると知り、以後もうずらに取り憑いている。
なお、6年前から昏睡状態で入院している西村うずらの肉体を見舞いに来ているが、うずらが隠していたのか素性までは知らなかった模様。
当初は「人間の刑事」「上原いかる」としてミスリードされていた。またストーリーが進むに連れて同性愛者を匂わせる発言をするようになっていった。
青年の悪霊
3巻に登場。
ホストのような姿の若い男の自称悪霊。性格は凶暴だが根性がない。ある人物にそそのかされて聖二に憑依し、自由になろうと画策した。後藤のギャグのせいで正体を明かしてしまい、あっさりと取り押さえられる。その後、「ひよ子の脱ぎたてくつした」という嘘に聖二の意志が反応して表面化。肉体から追い出されてしまう。ひよ子を人質に取るが直後に土下座して謝るまでボコボコにされ、最後は後藤によってうさたんのぬいぐるみに封じられた。以後は聖二の元へ引き取られ、立派なうさたんになるよう調教される予定（一応元気にしているとのこと）。
実は幽霊は、何かに取り憑かないと自我を失って悪霊になるか、消滅してしまう運命にある。そこへ右久森からアドバイスされたことで聖二に取り憑いたというのが真相。
動物園の食堂の霊
動物園の食堂で働いてた女性の霊。動物たちが心配で成仏できず園内をさまよったことで悪霊と勘違いされる。動物たちが元気であることを見届け成仏した。羊に「ジンギスカン」という名前をつけるなど茶目っ気がある。
マネキンの悪霊
7巻に登場。
廃墟の中でマネキンに取り憑いていた悪霊。自我を失っており後藤たちに襲い掛かって来る。ひよ子のポルターガイストで身体能力を強化された後藤と互角の格闘戦を繰り広げるも、最後は押し切られ膝を突く。疲弊したところを前田のお札を使った後藤によって完全に動きを封じられた。後に聖羅によって成仏させられた模様。
本作に初めて登場した「純粋な悪霊」でもある。またバトル要素があったのはこれが最後なので、最後に戦った敵となる。
犬の霊
8巻に登場
公園を彷徨っていた動物霊で悪意や敵意などはない。後藤が家の荷物に紛れていた小箱を郷東に開けてもらおうとしたところ、横から現れて小箱を奪ってしまう。無害なので戦いにはならず、ひよ子に抱き着かれる形で捕まった。
バッタの霊
9巻に登場。右久森と並ぶ本作の元凶。
6年前、西村うずらの肉体から魂を追い出して取り付いていた。しかし、肉体を操るほどの力はなく、このため長い間うずらの本体は昏睡状態となっていた。
聖羅によってうずらの肉体から取り除かれたが、彼女が大嫌いな虫だったため投げ飛ばされ後藤の肉体に入ってしまう。さすがに後藤の肉体から追い出されたようだが、その後はどうなったのか不明。

### その他
左京山（さきょうやま）
名前のみだが1巻から登場。
後藤達の隣の部屋の住人。劇中に名前しか出ていないため、年齢・性別等一切不明。霊は見えないが、ひよ子とはコミュニケーションが取れている。ひよ子に失敗した料理をよく処分（食べ）させられている。ロングヘアのウィッグやフリルのついた可愛らしい服を所持している。
最終話にて、全員集合のコマにさりげなく登場している。当初は5話から登場する予定だった。
アルバイトの少女
2巻から登場。
前田と同じコンビニエンスストアでアルバイトしている少女。新人。作中でも貴重なまともな人物。
前田の代理で来た聖一が強盗の郷東を捕まえた（ひな子のおかげでもあるが）ことで好感を持つ。セキセイインコを二羽飼っており、それぞれ「セージ」「パセリ」と名づけている。兄にお小遣いをせびったところの言葉を覚えられたり、兄が変な言葉を教えたりしている。霊感は無い。
アルバイトの少女の兄
4巻から登場。
前田さんと同じコンビニエンスストアでアルバイトしている少女の兄。心配性で妹の勤務先に様子を見に来ていたことから前田にストーカーと勘違いされる。後に聖二の仕事仲間であることが判明する。割とイタズラ好きで、聖二の代わりにうさたんショーに出た聖一に腕立て伏せ100回を要求したり、妹の飼っているインコに変な言葉を教えたりしている。
占い師
8巻から登場。女性の新キャラクターの中では最後に追加された。
アラビアン風の衣装に身を包んだ妙齢の女性。かなり胡散臭い占い方をするが、出た結果は必ず当たる。

## 書誌情報
- 吉辺あくろ 『絶対☆霊域』 スクウェア・エニックス〈ガンガンコミックスJOKER〉、全9巻
  1. 2011年1月22日発売、ISBN 978-4-7575-3131-4
  2. 2011年6月22日発売、ISBN 978-4-7575-3268-7
  3. 2011年9月24日発売、ISBN 978-4-7575-3371-4
  4. 2012年3月22日発売、ISBN 978-4-7575-3532-9
  5. 2012年8月22日発売、ISBN 978-4-7575-3699-9
  6. 2013年2月22日発売、ISBN 978-4-7575-3882-5
  7. 2013年7月22日発売、ISBN 978-4-7575-4012-5
  8. 2014年1月22日発売、ISBN 978-4-7575-4207-5
  9. 2014年10月22日発売、ISBN 978-4-7575-4396-6